# マーティン・プエ
マーティン・プエ・トペテ（Martín Puye Topete、1940年 - 1998年7月）とはアフリカは赤道ギニアのビオコ島の少数民族ブビ族の出身で、ブビ族によるビオコ島の自治権の拡大（分離独立）を目指している、ビオコ自治運動（MAIB）の中心的指導者だった人物である。
1998年1月21日にプエ率いるビオコ自治運動は首都マラボで大規模な暴動を起こしたが、5月に反逆の罪に問われ軍事裁判にかけられた末、26年の投獄が言い渡された。投獄中に酷い拷問などを受け、7月にマラボの病院で58歳で死んだ。死因は肺炎だとされている。